# Ицгрюндский диалект
Ицгрюндский диалект (нем. Itzgründisch) — остфранкский (майнфранкский) диалект южнонемецкого пространства, распространённый местностях Баварии и Тюрингии по реке Иц и её притокам Грюмпен, Эффельдер, Рётен и другим, в долинах рек Нойбрунн, Бибер и верховьях Верры. На сегодняшний день число носителей составляет 225 тысяч человек, из них 41 тысяча проживает в Кобурге, более 80 тысяч — в одноимённом районе, ещё около 40 тысяч — в районе Хильдбургхаузен, около 50 тысяч — в районе Зоннеберг.
Диалект был опознан лишь в XIX веке и описан Августом Шлейхером. Его грамматический строй во многом соответствует особенностям восточнофранского диалекта.